# Sveriges allmänna folkskollärareförening
Sveriges allmänna folkskollärareförening (SAF) var en svensk riksorganisation för folkskollärare verksam 1880 till 1946 som arbetade för att förbättra villkoren för den nya lärarkår som växte fram vid sidan om läroverkslärarna och för alla barns rätt till en god och likvärdig utbildning. Några av de mer framträdande personerna i SAF:s ledning var Emil Hammarlund, Fridtjuv Berg, Ester Hermansson och Värner Rydén.

## Historia
1838 bildades den första dokumenterade lärarföreningen i Sverige, Vekerums lärarförbund, av fem unga folkskollärare. Fler och fler lokala lärarföreningar bildades och tanken på en riksorganisation uppstod. Grunden för SAF:s bildande var de 91 lokala lärarföreningar som Stockholms folkskollärareförening hade kännedom om. Verksamheten utvecklades successivt och bland annat startades Svensk Läraretidning/Svensk Skoltidning. SAF arbetade också för en pedagogisk förnyelse. De gav ut läseböcker och planscher av kända författare och konstnärer såsom Selma Lagerlöf, Anna Maria Roos, Bruno Liljefors.
Under början av 1900-talet bildades flera nya organisationer som i stort sett verkade inom samma område som SAF. Folkskollärarinnorna bildade en egen organisation 1906, småskollärarinnorna 1918 och folkskollärarna 1920. Många lärare fann inte skäl att tillhöra någon annan kårsammanslutning än deras eget förbund. Därmed sjönk medlemsantalet i SAF från att ha nått sin höjdpunkt 1935 ner till 8 587 år 1945.
Under åren framöver skedde många organisatoriska förändringar. 1946 ombildades föreningen till Federationen Sveriges Allmänna Folkskollärareförening, FSAF. 1967 upplöstes FSAF eftersom nya aktörer hade vuxit fram. De tillgångar som fanns överfördes till en stiftelse, Stiftelsen SAF.